# Maechidius parandus
Maechidius parandus är en skalbaggsart som beskrevs av Britton 1957. Maechidius parandus ingår i släktet Maechidius och familjen Melolonthidae. Inga underarter finns listade i Catalogue of Life.